# Allogny
Allogny é uma comuna francesa na região administrativa do Centro, no departamento Cher. Estende-se por uma área de 50,89 km². Em 2010 a comuna tinha 1 061 habitantes (densidade: 20,8 hab./km²).